# Beth Lagerlund
Stina Elisabeth Lagerlund, född 27 december 1914 i Engelbrekts församling i Stockholm, död i december 1975 i Trångsund i Huddinge kommun, var en svensk målare, tecknare och illustratör. Hon sammanlevde under flera år runt 1940 med poeten Nils Ferlin.
Ett urval av hennes konstverk ställdes ut på Den gyldene freden år 2021.